# Calvisia sodalis
Calvisia sodalis är en insektsart som beskrevs av Ludwig Redtenbacher 1908. Calvisia sodalis ingår i släktet Calvisia och familjen Diapheromeridae. Inga underarter finns listade.